# Рейс молочного фургона
«Рейс молочного фургона» — рассказ - классика фантастического жанра Роберта Шекли. Написан автором в 1954 году. Впервые был опубликован в 1957 году, в сборнике «Паломничество на Землю». Веселый фантастический рассказ из цикла про Грегора и Арнольда из «ААА-ПОПС» — Астронавтического антиэнтропийного агентства по оздоровлению природной среды.

## Сюжет
Компаньоны Арнольд и Грегор снова берутся за почти невыполнимое задание, хотя и узнают об этом слишком поздно. Чего стоят только намеки портовых служащих. Они обязуются доставить пять смагов, пять фиргелей и десять квилов в систему звезды Вермойн. Но они еще не догадываются, что эти инопланетные животные скоро преподнесут им неожиданный сюрприз в виде забитой вентиляции (из-за шерсти квилов), трансформации в иное состояние (что свойственно смагам) и заморозки всего корабля (что сделали фиргели). Но на этом неприятности не закончились — по прибытии в систему Вермойн животных отказываются принимать из-за происков конкурентов…

## Разное
- Произведение было озвучено в рамках проекта «Модель для сборки».
- Российский фантаст Алексей Пехов посвятил Арнольду, Грегору и «Рейсу молочного фургона» рассказ «Покупка».